# Florence and the Machine
Florence and the Machine (spesso reso graficamente come Florence + the Machine) è un gruppo musicale britannico, formatosi a Londra nel 2007.
Il gruppo ha esordito con l'album in studio Lungs (2009) che, dopo ventotto settimane consecutive di permanenza nelle classifiche britanniche, ha raggiunto l'apice della Official Albums Chart risultando essere uno dei progetti musicali più venduti dell'anno nel Paese. La consacrazione oltreoceano avviene con il secondo album in studio, Ceremonials (2011), trainato dai singoli di successo planetario Shake It Out e Spectrum. A distanza di tre anni di parziale assenza dalle scene musicali, i Florence and the Machine pubblicano il terzo album How Big, How Blue, How Beautiful (2015), il loro primo progetto a raggiungere il vertice della Billboard 200 statunitense e pluri-candidato ai Grammy Awards 2016. Tra il 2018 e il 2022 vengono resi disponibili i successivi due album High as Hope e Dance Fever.
Fra gli esponenti di maggiore rilievo nella scena alternative rock a partire dagli anni Duemiladieci, i Florence and the Machine si distinguono soprattutto per la realizzazione di progetti musicali dalla produzione complessa ed eccentrica oltre che per la personalità carismatica e l'intensità vocale della frontwoman nonché fondatrice del gruppo Florence Welch. Durante il corso della loro carriera, hanno ricevuto ampi consensi da parte di pubblico e critica e accumulato diversi riconoscimenti musicali, tra cui due BRIT Awards, un MTV Video Music Award e tre NME Awards.

## Storia del gruppo

### 2007–2008: formazione e primi anni
The Machine è la band d'accompagnamento di Florence Welch, e sin dalla sua formazione ad oggi è formata dal chitarrista Robert Ackroyd, dalla tastierista Isabella Summers e dall'arpista Tom Monger. Johnny Borrel dei Razorlight ha suonato le tastiere in una delle prime formazioni della band, che vedeva anche Devonté Hynes alla chitarra e Ritch Mitchell alla batteria. Il nome della band prende spunto da quello del duo indie Florence Robot & Isa Machine precedentemente costituito dalle stesse Florence Welch ed Isabella Summers:
Inizialmente Florence Welch faceva parte di una band alternative hip hop e blues chiamata Ashok, con la quale incise un solo album di inediti contenente la canzone Happy Slap che fu poi stilisticamente modificata ed usata dai Florence and the Machine come primo singolo, Kiss with a Fist. La Welch dichiarò che l'essersi sentita «nella band sbagliata al momento sbagliato» fu il principale motivo per il quale decise di abbandonare il progetto.
Durante la sua permanenza negli Ashok, la Welch faceva parallelamente parte di un duo chiamato Team Perfect con Hynes, un progetto musicale che contemplava cover di band pop punk e rock come i Green Day e i Blink-182; occasionalmente i Team Perfect si riuniscono tuttora, come accadde durante il Coachella Festival del 2012 in cui i due improvvisarono una cover di Hitchin' a Ride dei Green Day.
I Florence and the Machine sono coordinati da Mairead Nash, una delle componenti del duo di DJ Queens of Noize. Nash decise di dirigere il gruppo quando, in un night club, una poco sobria Florence la seguì nella toilette e le cantò la canzone Something's Got a Hold On Me di Etta James.

### 2008–2010:Lungs

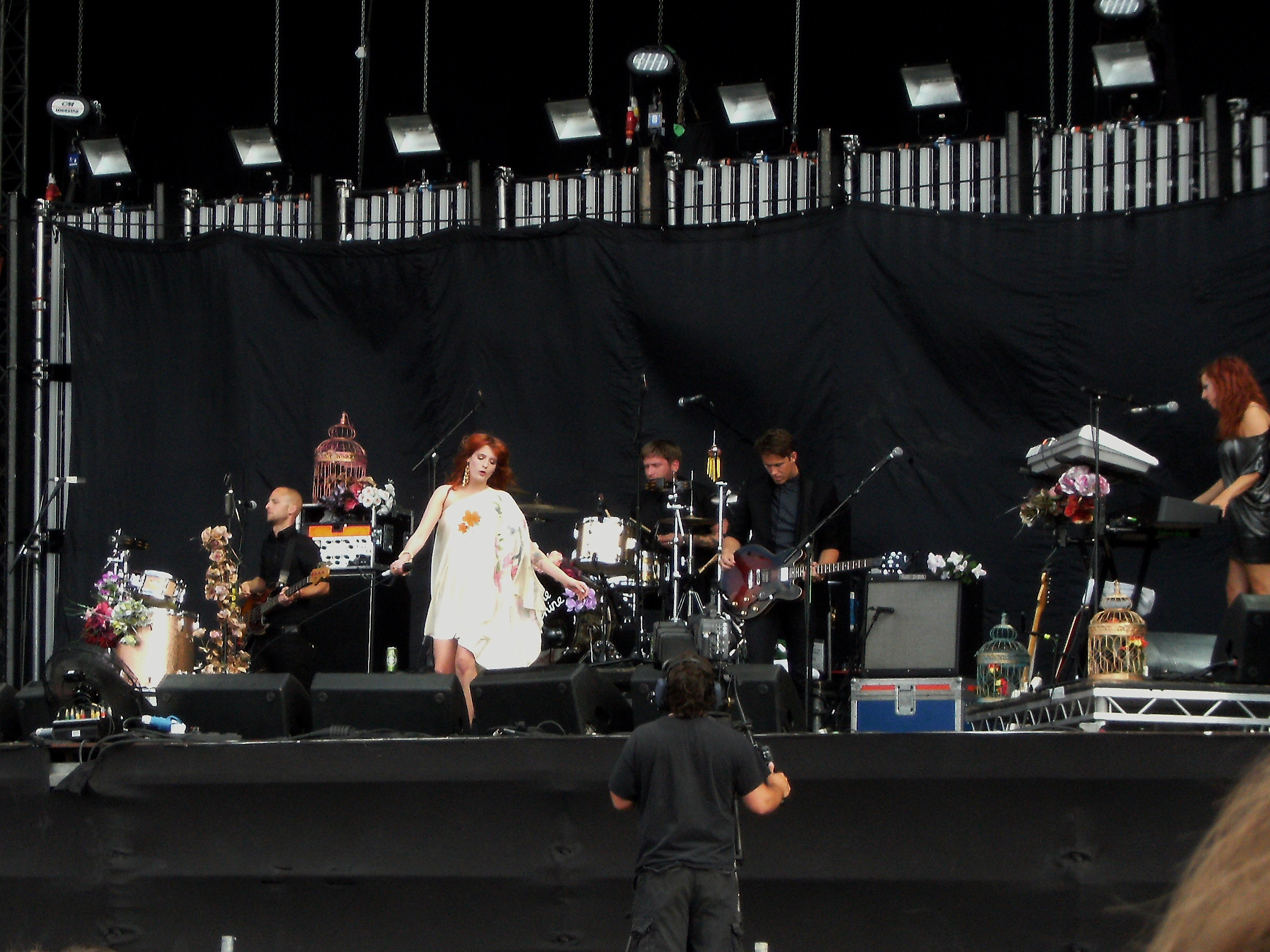
I Florence and the Machine si esibiscono a Hyde Park nel 2009

Lungs è il primo album in studio pubblicato dal gruppo londinese. Prodotto interamente da James Ford, Steve Mackey e Paul Epworth, il fisco parla anche della rottura tra la Welch e il suo fidanzato, la quale ha affermato: «Non mi va di parlarne, ma quando canto è tutta un'altra cosa».
Lungs fu messo in commercio nel Regno Unito il 6 luglio 2009, piazzandosi immediatamente alla prima posizione nel suddetto Paese e alla seconda in Irlanda, e venne ufficialmente presentato durante un concerto al Rivoli Ballroom di Brockley, distretto posto a sud-est di Londra. Nel giro di un mese vendette più di 100 000 copie nel solo Regno Unito, rimanendo per cinque settimane consecutive alla posizione numero due della classifica degli album più venduti. Il 29 luglio, il disco viene reso disponibile anche in formato digitale negli Stati Uniti d'America, classificandosi la prima settimana alla posizione 17 nella Billboard Heatseekers Albums e arrivando poi alla prima posizione. Tuttavia, l'album venne pubblicato ufficialmente negli Stati Uniti soltanto il 20 ottobre, per mezzo della casa discografica Universal Republic.
Il primo singolo ufficiale viene pubblicato il 9 giugno 2008, ed è il sovracitato brano post-punk Kiss with a Fist, che fa poi in seguito parte della colonna sonora del film Wild Child. Il secondo è Dog Days Are Over, diffuso il 1º dicembre 2008. La canzone ha avuto un discreto successo nel mondo, arrivando alle massime posizioni in molte classifiche, ed inoltre, anch'esso venne utilizzato in molti film e molte serie televisive, come Mangia prega ama, Gossip Girl e Skins. Rabbit Heart (Raise It Up) viene pubblicato come terzo singolo estratto il 22 giugno 2009. Nel testo della canzone è inserita una citazione della band statunitense Gang Gang Dance, che ha poi chiesto una cauzione di risarcimento, che viene riconosciuta dalla Island Records, casa discografica che ha contribuito alla pubblicazione della canzone. La cantante si è poi giustificata affermando che in realtà voleva solo rendere omaggio alla band statunitense.
Fanno parte dell'album anche Drumming Song e You've Got the Love, quest'ultima cover di una canzone di The Source in collaborazione con Candi Staton del 1986. Venne prodotta anche una versione di You've Got The Love insieme a Dizzee Rascal, chiamata You Got the Dirtee Love; i due si sono esibiti il 16 febbraio 2010 in occasione dei BRIT Awards e, il giorno successivo alla performance, la loro collaborazione fu pubblicata come singolo ufficiale.
L'ultimo singolo ufficiale dell'album è Cosmic Love, pubblicato il 5 luglio 2010 con un video già prodotto in precedenza; anch'esso viene utilizzato nel telefilm Gossip Girl, ma anche in molti altri programmi televisivi statunitensi di successo, tra cui Grey's Anatomy, The Vampire Diaries, V, Nikita, My Life as Liz. Inizialmente, anche la traccia Hurricane Drunk doveva essere estratta come singolo ufficiale, come rivelato dalla cantante nel gennaio di quell'anno: Il 12 maggio 2010 viene confermata l'incisione di un brano gothic rock intitolato Heavy in Your Arms, composto per la colonna sonora della pellicola The Twilight Saga: Eclipse. Il video ufficiale del brano viene pubblicato il 7 luglio 2010 sul canale YouTube della band.

### 2010–2013:Ceremonials

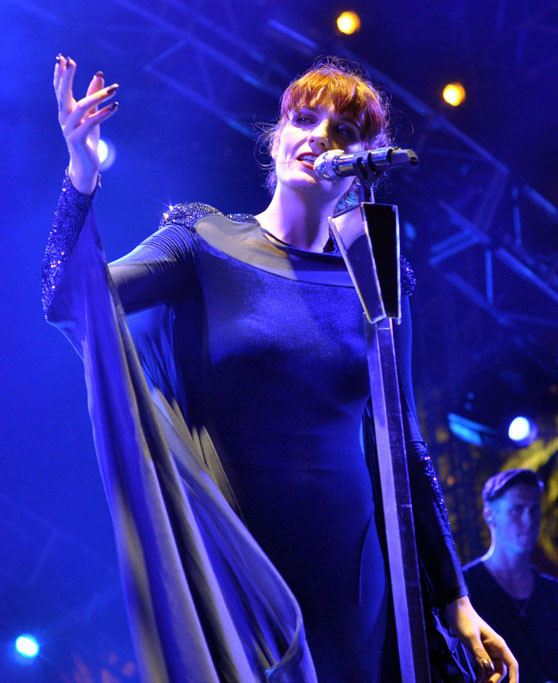
Florence Welch si esibisce con il gruppo al Coachella Valley Music and Arts Festival nel 2012

Inizialmente Florence Welch considerò l'offerta della casa discografica di scrivere e registrare il loro secondo album negli Stati Uniti con autori e produttori di Los Angeles, ma, alla fine, decise di comporre il progetto nel Regno Unito. La prima sessione di registrazione avvenne nel gennaio 2010 con Welch e Paul Epworth in un piccolo studio di Londra. Numerosi produttori espressero il loro interesse a lavorare per l'album, ma Florence Welch respinse le offerte perché volle che Ceremonials diventasse migliore di Lungs musicalmente parlando: doveva infatti contenere tratti più scuri, più pesanti, avere più presenza di batteria e basso, ma soprattutto melodie più complesse. Per il resto dell'anno l'album continuò solo per intermittenza poiché la band si concentrò maggiormente sul suo lungo tour negli Stati Uniti, paese in cui Lungs era divenuto popolare. Comunque, la maggior parte del disco fu scritta tra gennaio e aprile 2011 e le sessioni ebbero sede nel mese di aprile presso i Abbey Road Studios. Le rifiniture vennero invece realizzate nell'Epworth Studio di Londra, mentre Florence registrava le tracce vocali in vari studi americani. Il processo di registrazione finale si è tenuto nel mese di luglio.
Nel giugno, intanto, i Florence and The Machine registrarono una cover del brano di Buddy Holly Not Fade Away, per l'album tributo Rave On Buddy Holly che fu pubblicato in concomitanza con il suo settantacinquesimo compleanno, e inoltre debuttarono con il brano What The Water Gave Me al Teatro Greco di Berkeley, in California. Nell'agosto 2011, What The Water Gave Me venne pubblicato su iTunes come primo singolo promozionale insieme ad un video di accompagnamento sul canale YouTube del gruppo. Quest'ultimo contò un milione e mezzo di visualizzazioni in soli due giorni ricevendo forti sostegni dalle radio statunitensi alternative e dalla stazione radiofonica di Los Angeles KROQ. Shake It Out fu invece il primo singolo estratto, pubblicato nel settembre 2011. In Australia, la canzone comparve nelle stazioni radiofoniche Triple J e Nova e ricevette forti ascolti in Scandinavia, Italia e Canada.
Il secondo album della band, Ceremonials, pubblicato il 28 ottobre 2011, raggiunse il primo posto della classifica britannica a partire dalla sua settimana di debutto e il numero sei della Billboard 200 negli Stati Uniti. Il 12 gennaio 2012, i Florence and The Machine ricevettero due candidature ai BRIT Awards; la cerimonia di premiazione si tenne il 21 febbraio dello stesso anno alla O2 Arena di Londra.
Il 5 luglio 2012, i Florence and the Machine pubblicarono un altro singolo estratto, Spectrum (Say My Name), distribuito anche in una versione remixata dal noto DJ Calvin Harris. La canzone fu la prima della band ad essersi piazzata al primo posto della classifica britannica, nella stessa settimana in cui fu pubblicata. In ottobre, era stato pensato di pubblicare Breaking Down in qualità di quinto singolo estratto; tuttavia alla fine venne scartato per favorire, il 30 novembre 2012 negli Stati Uniti, il brano soul Lover to Lover come ultimo singolo estratto da Ceremonials.
Durante la promozione del secondo album, il gruppo si dedicò ad altri progetti paralleli, legati per lo più a colonne sonore di film. Il 26 aprile 2012 registrarono infatti il brano rock sinfonico Breath of Life, atto ad essere incorporato nella colonna sonora ufficiale del film Biancaneve e il cacciatore. Per la colonna sonora de Il grande Gatsby, distribuita invece il 7 maggio 2013, la band incise la traccia Over the Love.

### 2014–2016:How Big, How Blue, How Beautiful

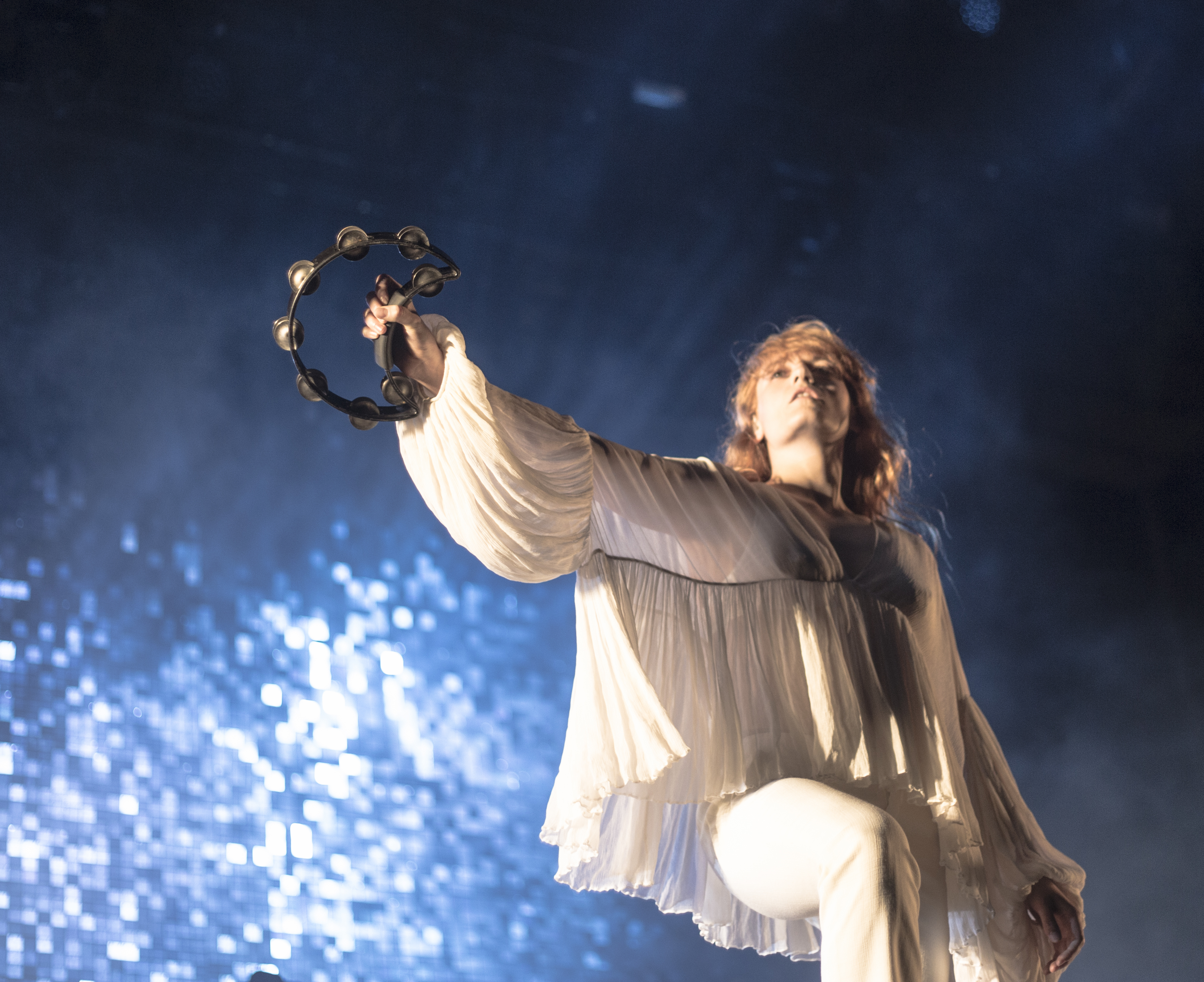
Florence Welch durante l'esibizione al FIB di Benicàssim nel 2015

Il 4 giugno 2014 Florence Welch annuncia per la prima volta, durante un'intervista concessa alla rivista NME, che il terzo album della band era in fase di lavorazione. Diversi mesi dopo, e più precisamente il 9 febbraio 2015, venne offerta l'opportunità di ascoltare dal vivo, durante uno show privato a Londra, alcune canzoni provenienti dal nuovo album. Tra queste si annoverano Ship to Wreck, Caught, Delilah e il primo singolo What Kind of Man.
Il giorno seguente, i Florence and the Machine pubblicarono il video della traccia omonima del nuovo album, How Big, How Blue, How Beautiful, diretto da Vincent Haycock e girato in Messico. La traccia in questione, in gran parte strumentale, conteneva solo alcuni versi cantati da Welch nell'introduzione e serviva a mostrare quelle che sarebbero state le sonorità e le atmosfere del nuovo progetto. Fu soltanto qualche giorno dopo, il 12 febbraio, che venne pubblicato il vero e proprio singolo di apertura, il sovracitato What Kind of Man. Il singolo e il pre-ordine dell'album furono resi disponibili contemporaneamente su tutti i più popolari negozi di musica online mentre la prenotazione della copia fisica è stata possibile attraverso il sito ufficiale della band. Quello stesso giorno, il singolo fu trasmesso durante la trasmissione di Zane Lowe su BBC Radio 1, seguito poi dalla pubblicazione del videoclip sul canali ufficiale di Vevo del gruppo.
Il 23 marzo venne pubblicato il video di un'altra traccia, intitolata St. Jude ed estratta poi come singolo promozionale, coreografato da Ryan Heffington e diretto da Vincent Haycock. La sceneggiatura del video fu pensata in continuità con quella del predecessore, What Kind of Man. L'8 aprile, il secondo singolo commerciale dell'album, Ship to Wreck, venne trasmesso in anteprima durante il programma diretto da Huw Stephens su BBC Radio 1. Il video correlato al singolo fu pubblicato la settimana seguente come prosecuzione del filo narrativo dei due precedenti. Dopo ben due singoli commerciali e uno promozionale, fu pubblicato l'album How Big, How Blue, How Beautiful, in data 29 maggio 2015. Dell'album ne venne realizzata anche una versione deluxe contenente cinque tracce bonus. L'album raggiunse presto la cima di svariate classifiche globali, fra cui quella britannica e statunitense, e venne per giunta accolto con un grande apprezzamento da parte della critica, la quale ne lodò soprattutto la scrittura.
Nell'estate del 2015, la presenza della band venne confermata in numerosi festival europei, incluso il Way Out in Svezia, il Super Bock Super Rock in Portogallo e il Rock Werchter in Belgio. Nel giugno dello stesso anno, sono subentrati come artisti principali per la seconda giornata del noto Glastonbury Festival in sostituzione ai Foo Fighters, avendo subito il frontman del gruppo Dave Grohl un infortunio durante un concerto. Tra agosto e novembre vennero estratti come ultimi singoli Queen of Peace e Delilah, entrambi promossi ancora una volta dalla stazione radiofonica britannica BBC Radio 1.
Nel 2016 i Florence and the Machine hanno partecipato alla produzione di una cover del brano Stand by Me di Ben E. King, che è stato selezionato per essere inserito all'interno del videogioco Final Fantasy XV. La traccia è stata svelata durante l'evento Uncovered: Final Fantasy XV avvenuto il 30 marzo 2016. Sempre all'interno del progetto Final Fantasy, insieme alla cover di Stand By Me, sono state composte altre due tracce originali intitolate I Will Be e Too Much Is Never Enough, pubblicate tutte e tre il 12 agosto 2016 sull'EP Songs From Final Fantasy XV. Nello stesso anno, la band ha inciso una traccia per la colonna sonora del film Miss Peregrine - La casa dei ragazzi speciali diretto da Tim Burton, intitolata Wish That You Were Here e pubblicata come singolo il 26 agosto.

### 2017–2021:High as Hope

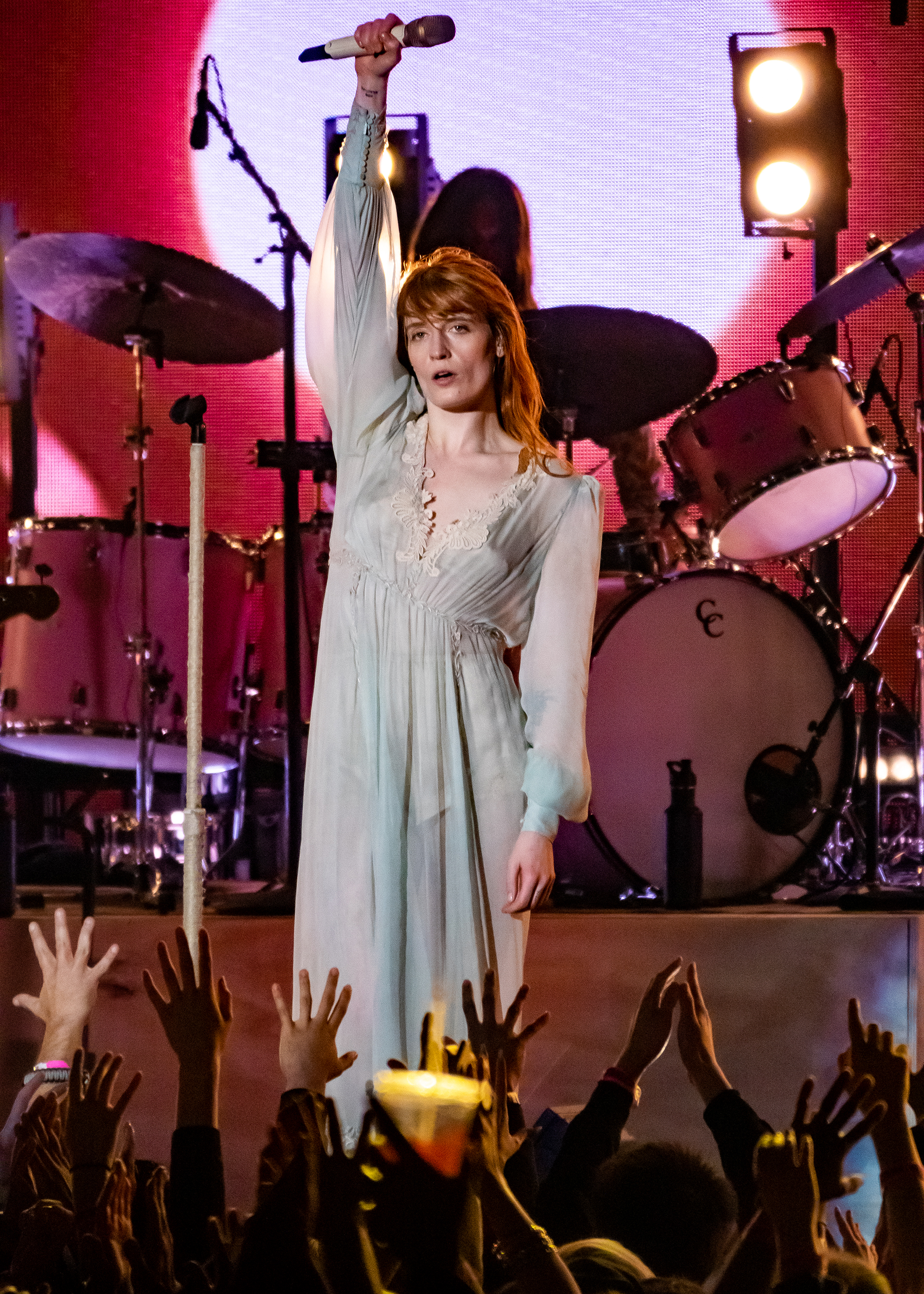
Florence Welch e la band in concerto a Portland nel 2018

Il 18 aprile 2017, Nathan Willet, frontman del gruppo dei Cold War Kids rivela di aver collaborato con Florence Welch alludendo dunque al fatto che il quarto album in studio dei Florence and the Machine fosse in fase di lavorazione. La notizia è stata confermata circa un mese dopo, il 26 maggio, da Welch in persona durante un'intervista concessa al The Daily Telegraph. Il 28 febbraio 2018, invece, il batterista del gruppo Christopher Lloyd Hayden comunica tramite il proprio profilo Instagram di aver ufficialmente lasciato la formazione della quale faceva parte dal 2008:
Poche settimane dopo, e più precisamente il 12 aprile, il gruppo pubblica a sorpresa il singolo Sky Full of Song, accompagnato dal relativo videoclip musicale diretto dal regista spagnolo AG Rojas. Del brano è stata messa in commercio un'edizione in vinile, contenente in aggiunta una poesia scritta da Florence Welch, in esclusiva per l'annuale Record Store Day celebrato il 21 aprile successivo. Il 3 maggio viene invece annunciato che il nuovo disco, intitolato High as Hope e contenente dieci tracce, sarebbe stato pubblicato il 29 giugno. Nella stessa giornata è stato estratto come secondo singolo ufficiale Hunger, presentato per la prima volta dal vivo al programma televisivo trasmesso dalla BBC Sounds Like Friday Night.
Per promuovere la nuova musica, il gruppo ha partecipato in qualità di ospite sia al talk show The Tonight Show che alla finale del celebre talent The Voice USA, eseguendo in entrambi i casi il singolo Hunger e confermato la propria partecipazione a diversi festival musicali europei e nordamericani previsti per l'estate dello stesso anno. Al momento della sua pubblicazione, High as Hope ha ottenuto l'appoggio della critica specializzata e del pubblico, debuttando al secondo posto delle classifiche di Australia, Canada, Irlanda, Nuova Zelanda, Regno Unito e Stati Uniti. Dal mese di settembre 2018 a settembre dell'anno successivo, il gruppo è impegnato con l'High as Hope Tour, tournée volta a promuovere l'omonimo album e composta da 73 spettacoli eseguiti nelle arene di Nord America, Europa ed Oceania.
Nel mese di gennaio 2019, durante la tappa di Perth del loro tour in Australia, il gruppo ha presentato dal vivo un inedito; il brano in questione, intitolato Moderation, è stato pubblicato come singolo il successivo 24 gennaio insieme al lato B Haunted House. Il 22 aprile dello stesso i Florence and the Machine in collaborazione con l'emittente televisiva HBO hanno pubblicato per il download digitale il singolo Jenny of Oldstones, interpretato dal personaggio di Podrick Payne nel secondo episodio dell'ottava e ultima stagione della serie Il Trono di Spade e successivamente apparso nella versione originale eseguita dal gruppo nei titoli di coda dello stesso  episodio.
Il 17 aprile 2020 il gruppo ha pubblicato un nuovo brano, Light of Love, che era stato scritto ai tempi di High as Hope ma escluso dalla lista tracce finale del disco. I proventi ricavati dalla vendite del brano sono stati devoluti all'Intensive Care Society, al fine di supportare l'impegno di medici e infermieri nel fronteggiare la pandemia di COVID-19.
Nel 2021 i Florence and the Machine hanno interpretato l'inedito Call Me Cruella, impiegato nei titoli di coda del film Crudelia incentrato sul famoso personaggio immaginario di Crudelia De Mon. Il brano, firmato da Florence Welch e dal compositore statunitense Nicholas Britell, è stato reso disponibile il 21 maggio 2021 insieme all'intera colonna sonora ed ha anticipato di una settimana la distribuzione cinematografica della pellicola.

### 2022–2024:Dance FevereSymphony of Lungs
Il 21 febbraio 2022 alcuni fan e persone legate a Florence e alla band hanno ricevuto una mail contenente l'immagine di una carta che ritrae Welch in vestiti d'epoca; quello stesso giorno sono stati affissi per le strade di Londra dei cartelloni pubblicitari raffiguranti la stessa immagine. Si è trattato di un'operazione di marketing preparatoria alla pubblicazione di King, singolo scritto e prodotto da Florence Welch e Jack Antonoff. Il brano, pubblicato il 23 febbraio, è stato accompagnato da un video diretto dalla regista e fotografa statunitense Autumn de Wilde e girato a Kiev, in Ucraina. Il 7 marzo viene pubblicato il singolo promozionale Heaven Is Here, scritto da Florence e da lei prodotto insieme a Jack Antonoff, Kid Harpoon e Dave Bayley dei Glass Animals. Heaven Is Here è la prima canzone composta da Florence durante il lockdown, quando non era possibile andare in studio. A proposito del brano, la cantante ha dichiarato:
Il 9 marzo Florence ha svelato attraverso la rete sociale il titolo e la copertina del nuovo album studio, Dance Fever, descritto come una «favola scandita in quattordici brani». Il 10 marzo Florence è stata ospite dello show radiofonico di Greg Williams su BBC Radio 1, durante la cui puntata è stato trasmesso per la prima volta il secondo estratto My Love. Come per le precedenti due tracce, il videoclip di My Love è stato diretto da Autumn de Wilde.
Al momento della sua pubblicazione, Dance Fever viene accolto positivamente dalla critica specializzata ed ha esordito direttamente al primo posto della classifica degli album britannica. Per promuovere il progetto, il gruppo è stato impegnato com un tour mondiale con inizio avvenuto in Nord America a settembre 2022, e successivamente esteso a Europa e Oceania fino al 2023. Il 9 dicembre 2022, i Florence and the Machine hanno coinvolto la musicista Ethel Cain nella pubblicazione della versione live del loro brano Morning Elvis, eseguita durante tappa del tour di Denver e per la quale Cain era stata artista d'apertura.

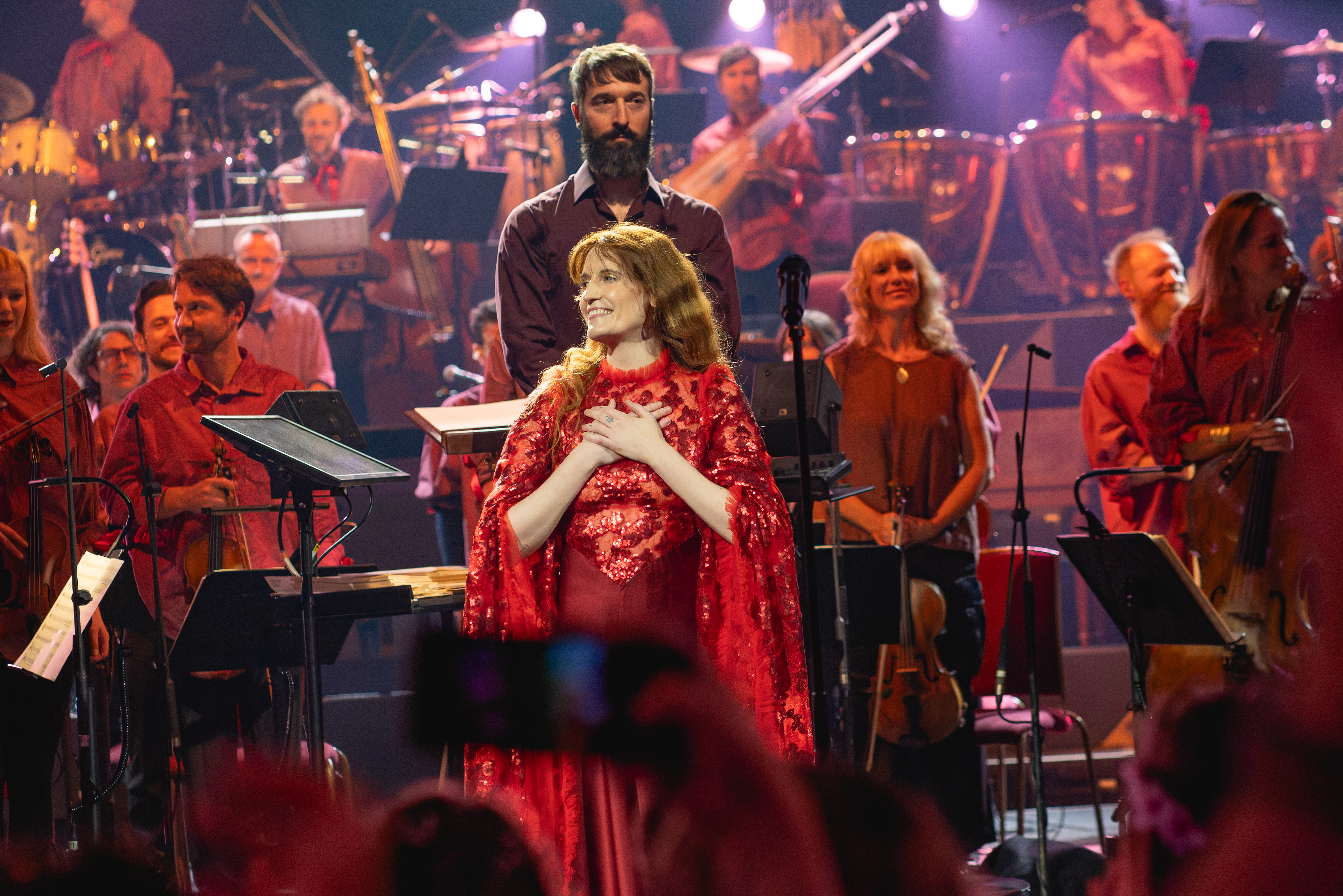
Florence Welch alla Royal Albert Hall di Londra nel 2024

Tra il 2024 e il 2025 il gruppo è figurato come artista ospite negli album di Taylor Swift The Tortured Poets Department e di The Weeknd Hurry Up Tomorrow, contribuendo rispettivamente alle tracce Florida!!! e Reflections Laughing. Sempre nel 2024 il gruppo ha preso parte alla stagione concertistica della BBC Proms eseguendo i brani dell'album di debutto Lungs in versione sinfonica. Il concerto, intitolato Symphony of Lungs, è stato successivamente pubblicato in versione album dal vivo in formato fisico, digitale e streaming.

### 2025–presente:Everybody Scream
Nell'agosto 2025 viene fissata la data di pubblicazione del sesto album del gruppo, Everybody Scream, al giorno di Halloween di quell'anno.

## Stile musicale e influenze

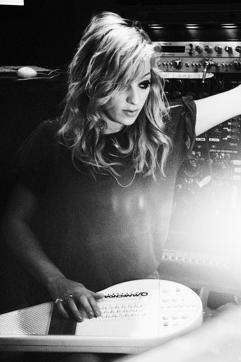
Isabella Summers, la tastierista del gruppo

La frontwoman Florence Welch è stata spesso paragonata ad altre artiste femminili come Kate Bush, Siouxsie Sioux, PJ Harvey, Patti Smith e Björk. Durante un'intervista, la cantante britannica ha dichiarato che Grace Slick è stata una fonte di ispirazione significativa, descrivendola come una vera e propria eroina.
Lo stile dei Florence and the Machine è stato più volte etichettato come «dark, robusto e drammatico». Il genere musicale da loro espresso viene descritto come un misto fra «il soul classico ed un romantico e drammatico art rock». La Welch, per i testi delle canzoni, trae ispirazione dagli artisti rinascimentali al fine di poter cogliere meglio tematiche quali «l'amore, la morte, il tempo, la sofferenza, il paradiso e l'inferno». Nel 2008, Florence Welch aveva intrapreso una relazione con l'editore letterario Stuart Hammond; la loro temporanea separazione l'ha condizionata nella scrittura di molti testi contenuti nell'album d'esordio Lungs. Nel 2011, la coppia si è separata definitivamente e questa nuova rottura ha ispirato la cantante per la stesura di molteplici testi appartenenti al secondo album della band, Ceremonials. In un Q&A su YouTube, la Welch ha rivelato che il padre è stato molto importante per la sua formazione musicale: già da piccola ascoltava il blues, il rock, il grunge e l'elettronica, districandosi tra cantanti come Etta James, Billie Holiday, The Velvet Underground e gli Eurythmics. La cantante statunitense Bridgit Mendler ha citato il gruppo come una delle più grandi fonti di ispirazione.

## Formazione
Attuale
- Florence Welch – voce, percussioni
- Isabella Summers – tastiere, sintetizzatore, pianoforte, cori
- Robert Ackroyd – chitarra, basso, cori
- Tom Monger – arpa, xylofono, percussioni, cori
- Cyrus Bayandor – basso
- Aku Orraca-Tetteh – percussioni, tastiere, cori
- Dionne Douglas – violino, cori
- Loren Humphrey – batteria

Ex componenti
- Devonté Hynes – chitarra
- Johnny Borrel – tastiere
- Ritch Mitchell – batteria
- Christopher Lloyd Hayden – batteria, percussione, chitarra acustica, cori
- Mark Saunders – basso, percussioni, cori
- Rusty Bradshaw – pianoforte, chitarra ritmica, organo Hammond, cori
- Hazel Mills – tastiere, cori
- Sam Doyle – batteria

## Discografia

### Album in studio
- 2009 – Lungs
- 2011 – Ceremonials
- 2015 – How Big, How Blue, How Beautiful
- 2018 – High as Hope
- 2022 – Dance Fever

### Album dal vivo
- 2011 – Live at the Wiltern
- 2012 – MTV Unplugged
- 2022 – Dance Fever (Live at Madison Square Garden)
- 2024 – Symphony of Lungs - BBC Proms at the Royal Albert Hall

## Tournée
- 2008/11 – Lungs Tour
- 2012/13 – Ceremonials Tour
- 2015/16 – How Big, How Blue, How Beautiful Tour
- 2018/19 – High as Hope Tour
- 2022/23 – Dance Fever Tour

## Riconoscimenti
Il gruppo viene premiato come scelta della critica nell'ambito dei BRIT Awards 2009, seguito l'edizione del 2010 dal premio come album britannico dell'anno per Lungs. Sempre nel 2009 il gruppo si è piazzato al terzo posto nell'annuale sondaggio indetto dalla BBC Sound of...; così l'emittente britannica, anche la rivista NME ha contribuito a conferire visibilità ai Florence and the Machine agli esordi. 
Nel 2009 il Sunday Times ha catalogato Welch come «la cantante femminile più singolare e acclamata del momento» e «l'ultima erede di una grande tradizione di eccentrici del pop inglese». AllMusic si è riferito all'album di debutto del gruppo Lungs come «uno degli album più musicalmente maturi ed emotivamente coinvolgenti del 2009»; anche Spin ha espresso una recensione entusiasta sul progetto definendolo ottavo miglior progetto del 2009, e a fine 2010 ha incluso il gruppo nel suo numero speciale dedicato agli artisti dell'anno. Nel 2011 il gruppo viene incluso nella lista delle cento personalità più influenti al mondo dall'autorevole rivista Time. La cantautrice statunitense Beyoncé ha menzionato Florence and the Machine come una fonte di ispirazione per il suo album del 2011 4.